# 川田町 (鹿児島市)
川田町（かわだちょう）は、鹿児島県鹿児島市の町。旧薩摩国日置郡郡山郷川田村、日置郡郡山村大字川田、日置郡郡山町大字川田。郵便番号は891-1103。人口は383人、世帯数は194世帯（2020年4月1日現在）。

## 地理
鹿児島市の北部、甲突川支流川田川流域に位置する。町域の北方に東俣町、西方から南方にかけて小山田町、東方に皆与志町が接している。川田川流域や山間に集落を置く農業地域である。
町域の中央を川田川が南北に流れており、それに沿って鹿児島県道211号小山田川田蒲生線が通っている。町域の北方、東俣町との境に鹿児島市立南方小学校が所在している。

### 河川
- 川田川（甲突川支流）

## 歴史

### 河田の成立と中世
河田という地名は鎌倉時代より見え、薩摩国満家院のうちであった。河田村、河田名とも称していた。鎌倉時代の天福元年（1233年）「紀道房外二名連署契約状」に満家院河田村と見え、この中で満家院司の大蔵永平娘（菩薩房）の息である栄尊（重賢）に川田村を付与されるように税所義祐ら満家院司を説得することが約された。寛元5年（1247年）には正式に菩薩房から栄尊に川田村など5村が付与された。建長5年（1253年）には栄尊（重賢）から川田などの惣領職が嫡子の祐範に、川田名代官職が三男の宮次郎に譲与された。「比志島系図」によれば宮次郎はその後、川田村を領して川田氏を称した。
戦国時代の文明17年（1485年）には川田村にあった川田立昌の川田城（築城年不詳）を島津氏豊州家の島津忠廉が攻撃した（川田城合戦）。川田立昌は川田城を守備して島津忠廉を退けた。川田氏11代当主の義秀の子川田義朗は島津義久の軍師として知られ、子供時代は伊集院忠朗の教育を受け、相州島津家の重臣として市来城や岩剣城、馬越城などを攻略した。川田義朗が垂水郷の地頭に移され、以降川田の地は島津氏の直轄領となり、川田氏による支配関係もなくなった。
安土桃山時代になり、天正15年（1587年）には島津義久によって川田城を豊臣秀吉の上使衆へ明け渡すことが命じられた。

### 近世の川田
江戸時代には薩摩国日置郡郡山郷（外城）のうちであった。村高は「天保郷帳」では537石余、「三州御治世要覧」によれば499石余、「郡山郷土史」によれば明治初年は518石余、「旧高旧領取調帳」では516石余であった。明治42年に2小社を併せて南方神社と改称された。
明治5年に大区小区制が公布され、これに伴い郡山郷の区域が第21大区となり川田村は第1小区となった。1877年（明治10年）の西南戦争終戦後には川田村に警視分署が設置され、郡山郷6村と小山田村、比志島村、川上村を管轄した。1878年（明治11年）には郡区町村編制法が施行され日置郡の管轄下となり、川田にも戸長役場が設置された。1879年（明治12年）頃には川田小学が設置され、1885年（明治18年）には東俣村にあった東俣小学（鹿児島市立南方小学校の前身）に統合された。

### 町村制施行以後
1889年（明治22年）には町村制が施行されたのに伴い、それまで郡山郷を構成していた厚地村、東俣村、川田村、油須木村、郡山村、西俣村の6村を合併し郡山村が自治体として発足した。これに伴い、それまでの川田村は郡山村の大字「川田」となった。1920年（大正9年）に大字東俣から南方尋常小学校（東俣小学より改称）が大字川田の現在地に移転した。
1956年（昭和31年）には郡山村が町制施行し大字川田は郡山町の大字となった。1987年（昭和62年）7月16日に川田で発生した土石流によって2棟の住宅が押し流され、2名が死亡した。
2004年（平成16年）11月1日に郡山町が吉田町、松元町、喜入町、桜島町と共に鹿児島市に編入された。合併に際して設置された法定合併協議会である鹿児島地区合併協議会における協議によって、郡山町の区域の大字については「字の区域を廃止し、当該廃止された字の区域に相当する区域により新たに町の区域を設定し、その名称については表示案に基づき、各町の意向を尊重し合併までに調整するものとする」と協定された。
前述の協定に基づいて、合併前の10月26日に鹿児島県の告示である「 町の区域の設定及び字の廃止」が鹿児島県公報に掲載された。この告示の規定に基づき、それまでの大字川田は廃止され、大字川田の全域を以て新たに鹿児島市の町「川田町」が設置された。

## 人口
以下の表は国勢調査による小地域集計が開始された1995年以降の人口の推移である。
| 年                 | 人口 |
| ------------------ | ---- |
| 1995年（平成7年）  | 529  |
| 2000年（平成12年） | 569  |
| 2005年（平成17年） | 631  |
| 2010年（平成22年） | 563  |
| 2015年（平成27年） | 515  |

## 文化財

### 県指定
- 川田堂園の供養塔群（記念物（史跡））[34]
中世の豪族であり、川田や西俣を治めていた比志島氏、川田氏の墓所にある供養塔である[35]。永仁5年（1297年）の刻文のある角石塔があり、上部には梵字が刻まれている[36][12]。1963年（昭和38年）6月17日に県の文化財に指定された[37]

### 市指定
- 川田氏累代墓石塔群（記念物（史跡））[38][39]

## 施設

### 公共
- 川田自治公民館
- 南方校区公民館

### 教育
- 鹿児島市立南方小学校[40]

### 寺社
- 川田神社[41]
- 南方神社[42]

## 小・中学校の学区
市立小・中学校に通う場合、学区（校区）は以下の通りとなる。
| 町丁   | 番・番地 | 小学校               | 中学校               |
| ------ | -------- | -------------------- | -------------------- |
| 川田町 | 全域     | 鹿児島市立南方小学校 | 鹿児島市立郡山中学校 |

## 交通

### 道路
一般県道
- 鹿児島県道211号小山田川田蒲生線

### バス
- JR九州バス
  - 北薩線（川田経由）
    - 南方校 - 川田上 - 川田中 - 川田下
- 鹿児島市コミュニティバス（あいばす）
  - 郡山地域 東俣・中心部コース（月・水・金運行）[44]
    - 南方校 - 県住入口 - 県住前 - 川田上 - 川田中 - 川田下 - 小原口

  - 伊敷東部地域（毎日運行）[45]
    - 南方校 - 県住入口 - 県住前

## 参考資料
1. ↑  “日本 町字マスター データセット”.  デジタル庁 (2022年3月31日). 2022年4月29日閲覧。
2. ↑  “自動車登録関係コード検索システム”.   国土交通省. 2021年4月26日閲覧。
3. ↑  “鹿児島市の町名”.   鹿児島市. 2020年7月30日閲覧。
4. 1 2 3  平成16年鹿児島県告示第1775号（町の区域の設定及び字の廃止、 原文）
5. ↑  “鹿児島県鹿児島市川田町の郵便番号”.   日本郵便. 2025年1月12日閲覧。
6. ↑  “年齢（5歳階級）別・町丁別住民基本台帳人口（平成27～令和2年度）”.   鹿児島市 (2020年4月1日). 2020年5月8日閲覧。
7. 1 2 3  郡山郷土史編纂委員会 2006, p. 11.
8. 1 2  「角川日本地名大辞典」編纂委員会 1983, p. 1060.
9. 1 2 3 4 5 6  「角川日本地名大辞典」編纂委員会 1983, p. 232-233.
10. 1 2 3  芳即正 & 五味克夫 1998, p. 331.
11. ↑  郡山郷土史編纂委員会 2006, p. 266.
12. 1 2 3  芳即正 & 五味克夫 1998, p. 332.
13. ↑  郡山郷土史編纂委員会 2006, p. 267.
14. ↑  郡山郷土史編纂委員会 2006, p. 280.
15. ↑  「角川日本地名大辞典」編纂委員会 1983, p. 233.
16. ↑  芳即正 & 五味克夫 1998, p. 333.
17. ↑  郡山郷土史編纂委員会 2006, p. 106, 年表.
18. 1 2  郡山郷土史編纂委員会 2006, p. 404.
19. ↑  郡山郷土史編纂委員会 2006, p. 627.
20. 1 2  郡山郷土史編纂委員会 2006, p. 668.
21. ↑  郡山郷土史編纂委員会 2006, p. 405.
22. ↑  「角川日本地名大辞典」編纂委員会 1983, p. 71.
23. ↑  郡山郷土史編纂委員会 2006, p. 692.
24. ↑  郡山郷土史編纂委員会 2006, p. 636.
25. ↑  市町の廃置分合（平成16年総務省告示第591号、 原文）
26. ↑  “合併協定項目一覧”.   鹿児島市. 2020年10月29日閲覧。
27. ↑  “合併後の住所表示”.   鹿児島市. 2020年10月29日閲覧。
28. ↑  郡山郷土史編纂委員会 2006, p. 436-437.
29. ↑  “国勢調査 / 平成７年国勢調査　小地域集計 / 小地域集計 46鹿児島県”.   総務省統計局. 2021年1月31日閲覧。
30. ↑  “国勢調査 / 平成12年国勢調査 / 小地域集計 46鹿児島県”.   総務省統計局. 2021年1月31日閲覧。
31. ↑  “国勢調査 / 平成17年国勢調査 / 小地域集計 46鹿児島県”.   総務省統計局. 2021年1月31日閲覧。
32. ↑  “国勢調査 / 平成22年国勢調査 / 小地域集計 46鹿児島県”.   総務省統計局. 2021年1月31日閲覧。
33. ↑  “国勢調査 / 平成27年国勢調査 / 小地域集計 46鹿児島県”.   総務省統計局. 2021年1月31日閲覧。
34. ↑  鹿児島市 2020, p. 3.
35. ↑  “郡山町川田堂園の供養塔群”.   鹿児島県. 2021年3月23日閲覧。
36. ↑  郡山郷土史編纂委員会 2006, p. 816.
37. ↑  郡山郷土史編纂委員会 2006, p. 759.
38. ↑  鹿児島市 2020, p. 6.
39. ↑  南日本新聞 2015, p. 1069.
40. ↑  南日本新聞 2015, p. 950.
41. ↑  郡山郷土史編纂委員会 2006, p. 799.
42. ↑  郡山郷土史編纂委員会 2006, p. 800.
43. ↑  “小・中学校の校区（学区）表”.   鹿児島市役所. 2020年9月26日閲覧。
44. ↑  “かごしま市コミュニティバス 10 あいばす（郡山地域）”.   鹿児島市. 2021年3月23日閲覧。
45. ↑  “かごしま市コミュニティバス 4 あいばす（伊敷東部地域）”.   鹿児島市. 2021年3月23日閲覧。